# Кейси, Даг
Даглас Роберт Кейси (англ. Douglas Robert Casey; род. 5 мая 1946 года, Чикаго) — американский писатель
-экономист, основатель и председатель Casey Research. Он описывает себя как анархо-капиталиста под влиянием работ романистки Айн Рэнд.

## Молодость и образование
Кейси окончил Джорджтаунский университет в 1968 году. Он был воспитывался как католик, но позже стал атеистом.
Он сын Юджина Б. Кейси, мультимиллионера-застройщика.

## Карьера
Книга Кейси « Crisis Investing» в 1979 году была номером один в списке бестселлеров The New York Times в 1980 году в течение 29 недель подряд. Это была самая продаваемая финансовая книга 1980 года, продано 438 640 экземпляров.
У Кейси есть винный и жилой проект спортивной недвижимости под названием Estancia de Cafayate в провинции Сальта, Аргентина.
Кейси рекомендовал инвестиции в золото.

### Исследование Кейси
Casey Research публикует финансовый бюллетень с точки зрения анархо-капиталистической австрийской школы, который консультирует по вопросам приобретения акций микрокапсул, драгоценных металлов и других инвестиций.

### Взгляды и подходы
Кейси описывает себя как противоположность. Он применяет эту точку зрения к инвестициям, экономическим интерпретациям и правительству. Он сказал: «Вы должны быть спекулянтом сегодня. Это больше не возможно работать и сохранить ваши деньги и получить вперед в жизни».
Кейси критиковал интервенционистскую внешнюю политику.

## Цитаты
- "Люди, которые верят в государство, верят в принуждение. Они считают, что правительство должно управлять нашей жизнью, и эта тенденция растет" (2025)[2]
- "После войн в Риме фермеры-старшины, вернувшиеся домой, теряли свои хозяйства и переселялись в города, становясь зависимыми от социальной помощи. Это во многом похоже на нынешние процессы на Западе" (2025)[2]